# Tampon (chemin de fer)
Pour les articles homonymes, voir tampon.

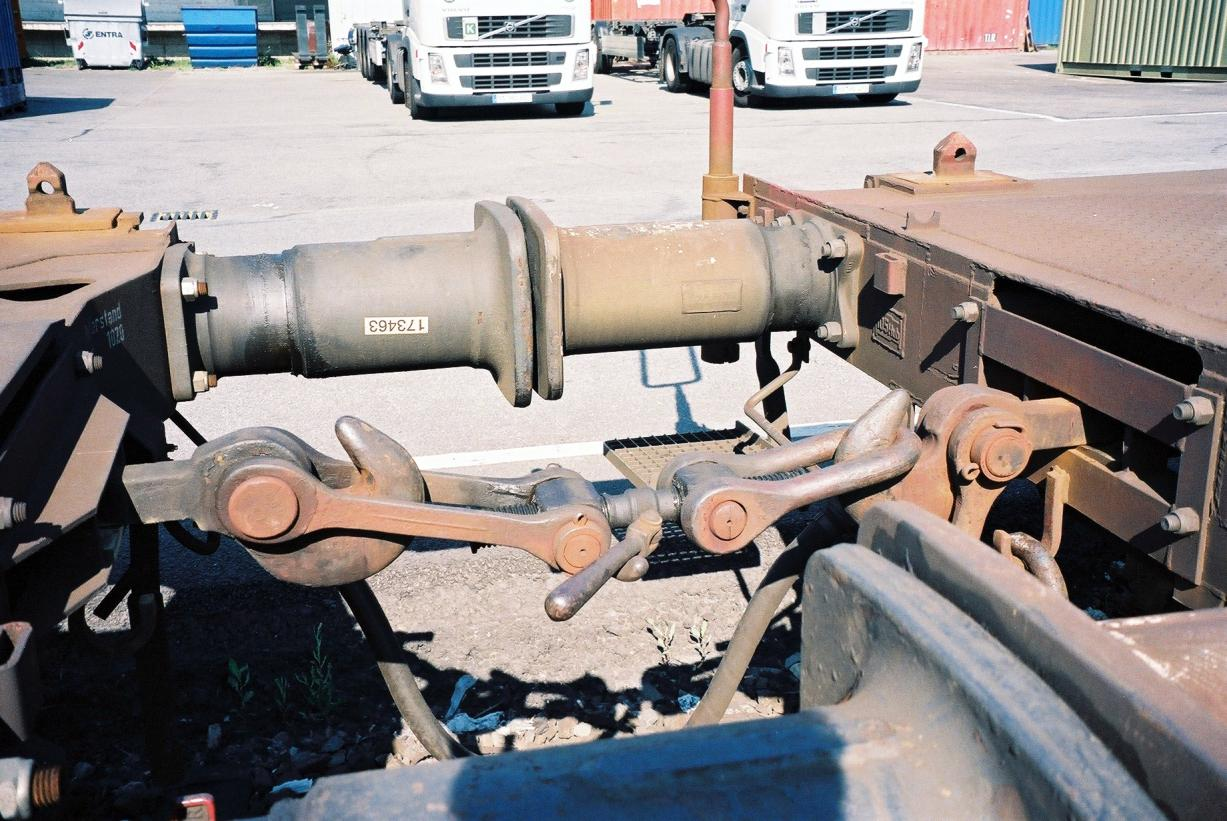
Attelage (organe de liaison) encadré par deux tampons (organes de choc).

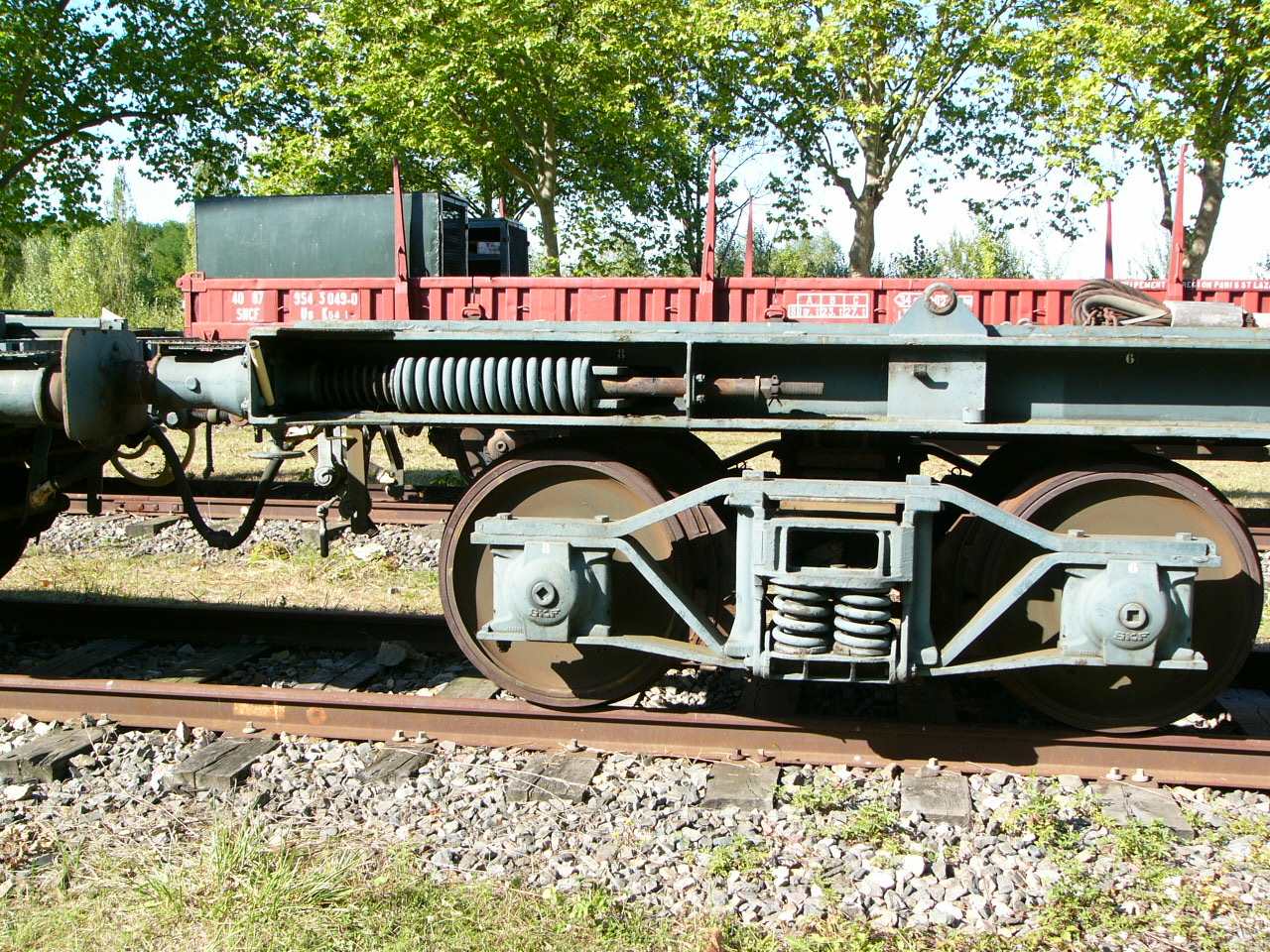
Mécanisme interne d'un tampon et bogie.

Dans les chemins de fer, les tampons sont les organes de choc des véhicules ferroviaires en Europe et en Asie. Ils sont généralement placés de part et d'autre de l'attelage, à une hauteur définie par des normes internationales. Les tampons ne sont pas systématiques : certains systèmes de tamponnement sont équipés d'une tampon central, d'autres d'attelages incluant également les organes de choc (attelage Janney, attelage Willison, attelage Scharfenberg).

## Description

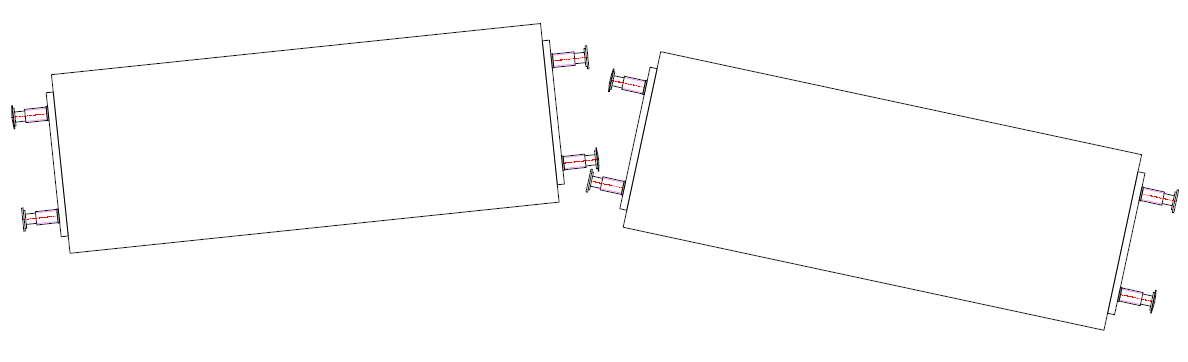
Un système à tampons peut parfois provoquer des accrochages entre véhicules

Ils sont composés d'un plateau, surface métallique plane d'un côté de l'attelage et bombée de l'autre, qui entre directement en contact avec le tampon d'un autre véhicule, et d'un ressort emprisonné dans un boisseau, destiné à amortir les chocs. Les plateaux peuvent être de forme : ronde, rectangulaire, semi-rectangulaire ou à pans coupés.
Les tampons sont utiles lorsque des véhicules se percutent par accident : ils évitent que le matériel ne soit endommagé du fait des chocs pour peu que la vitesse ne soit pas élevée. Mais ils assurent également le contact entre deux voitures de voyageurs successives, de façon à limiter les mouvements des voitures les unes par rapport aux autres, et à assurer un plus grand confort. Cependant, sur les voitures équipées d'attelages automatiques (par exemple de type Scharfenberg), le contact est établi par l'attelage lui-même, et ainsi, les tampons ne servent qu'en cas d'accident.
Les heurtoirs sont parfois eux aussi équipés de tampons (à ressorts ou même à vérins hydrauliques), de façon à absorber l'énergie des véhicules en dérive sans détérioration pour peu que la vitesse ne soit pas trop importante.
Pour les matériels à écartement réduit il n'y a présence que d'un tampon qui est central et en dessous se situe l'attelage (par exemple : matériel à voie métrique).
En revanche, pour certains types de matériel, il n'y a pas de tampons du fait d'une vitesse insuffisante pour provoquer des dégâts (par exemple : wagonnets de carrière).

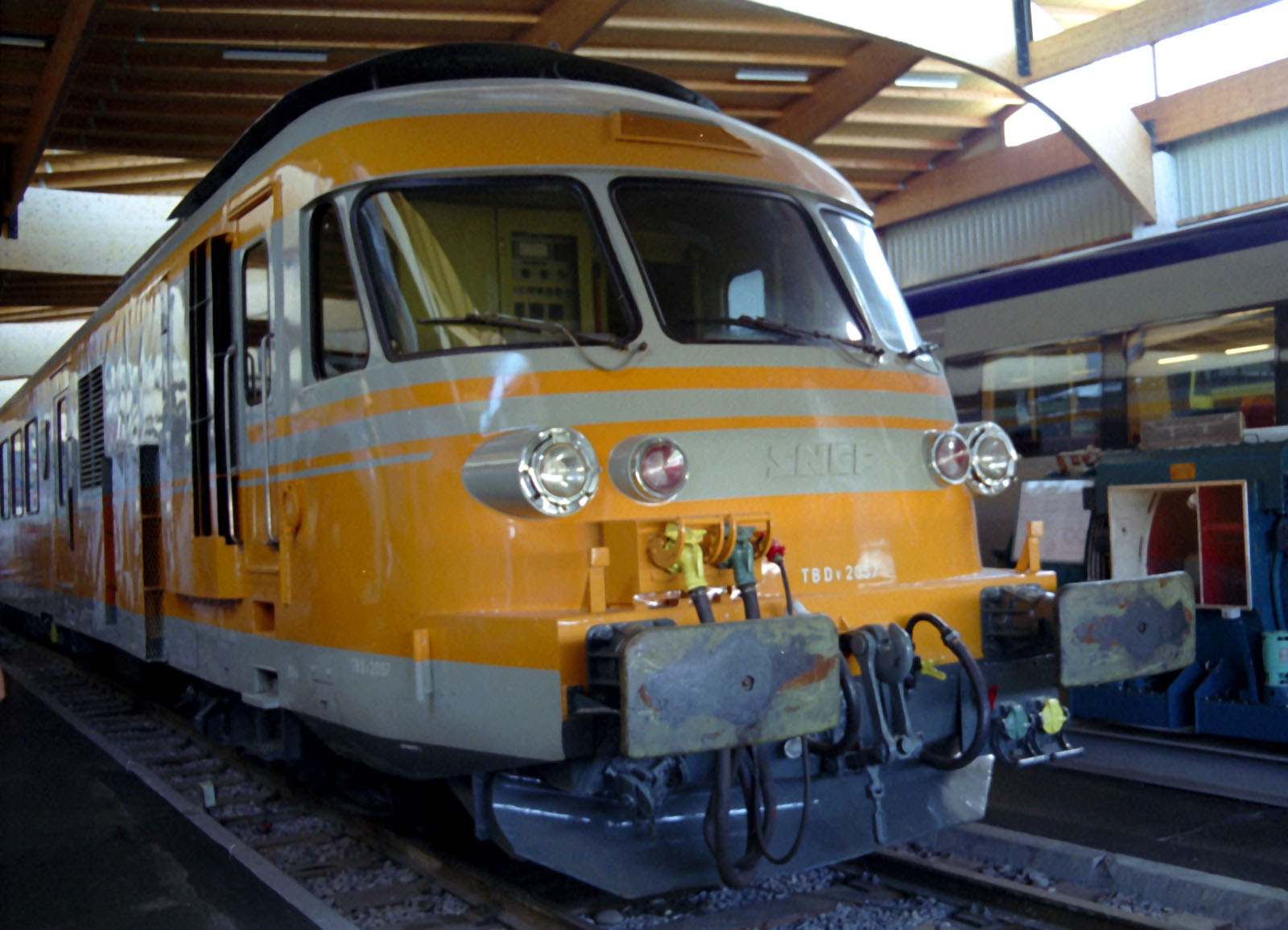
Cette rame à turbine à gaz est équipée de tampons rectangulaires imposants.
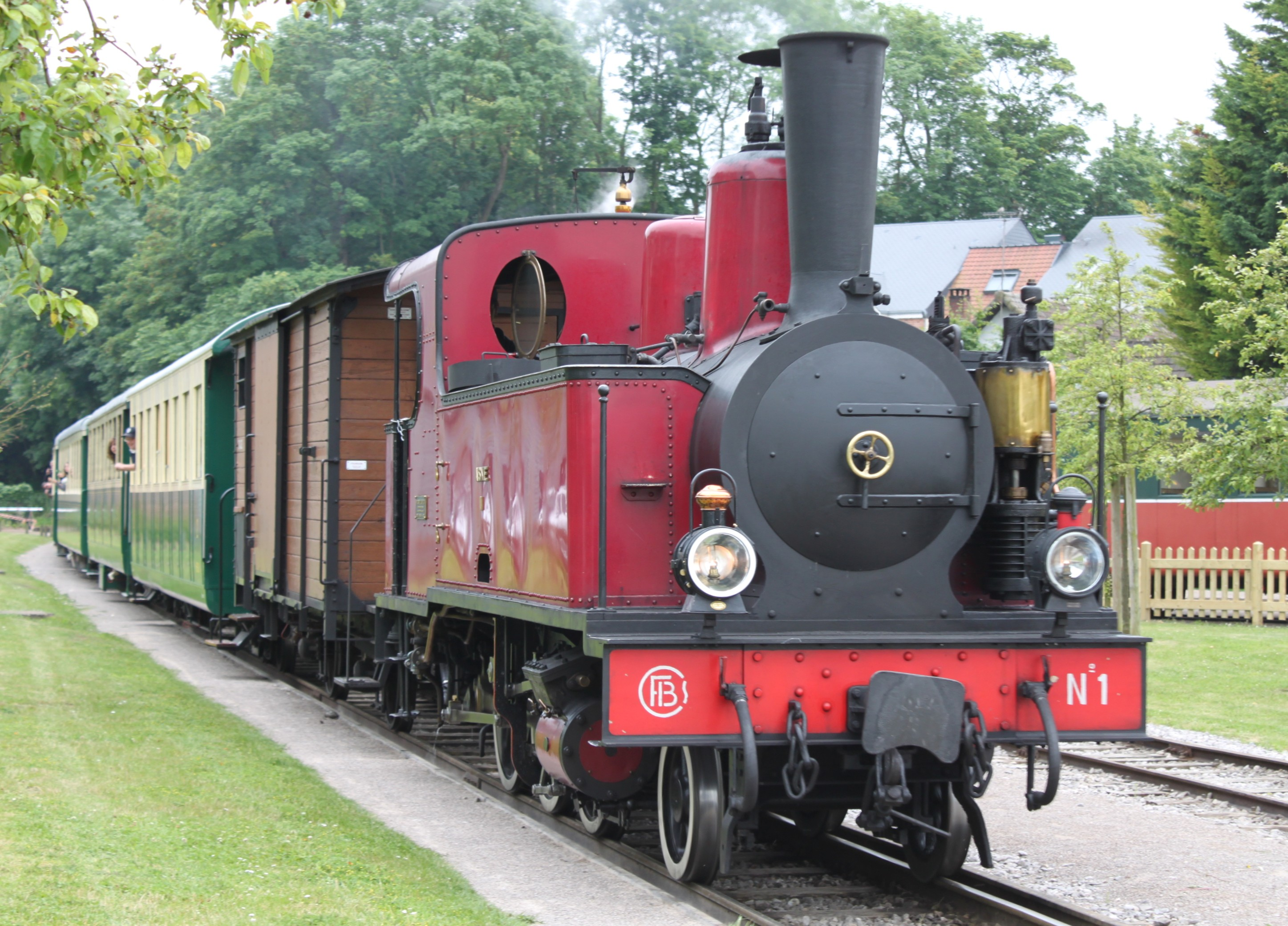
sur ce matériel français à voie métrique, le tampon est central, l’attelage étant placé sous le tampon
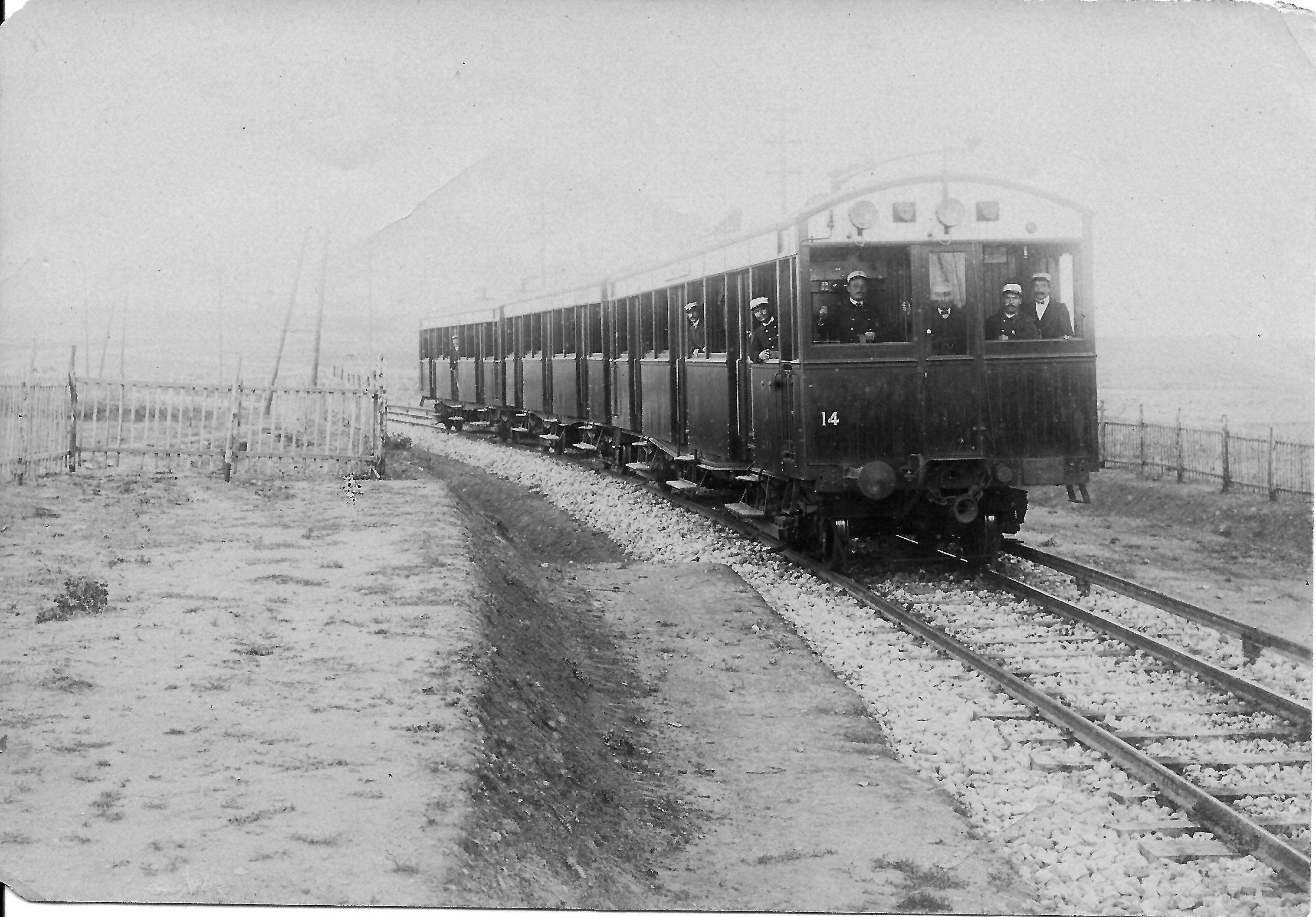
Sur cette rame automotrice électrique du début du XXe siècle, le tampon est à gauche. A droite, une plaque sert de contact au tampon du véhicule attelé, dans le but de diminuer la distance entre les caisses et de faciliter l'intercirculation.
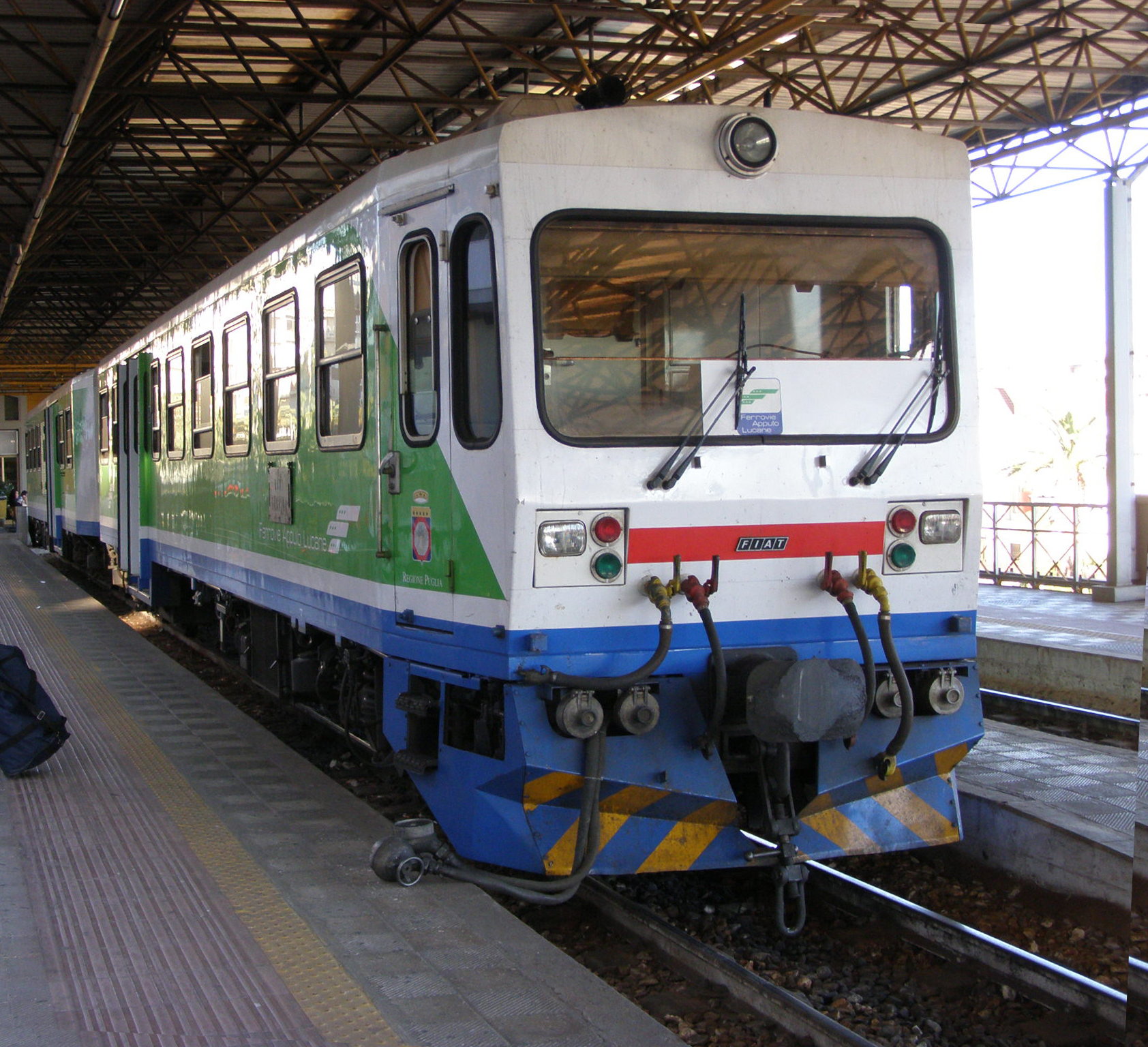
Détail du tampon central autorail Fiat M4.352
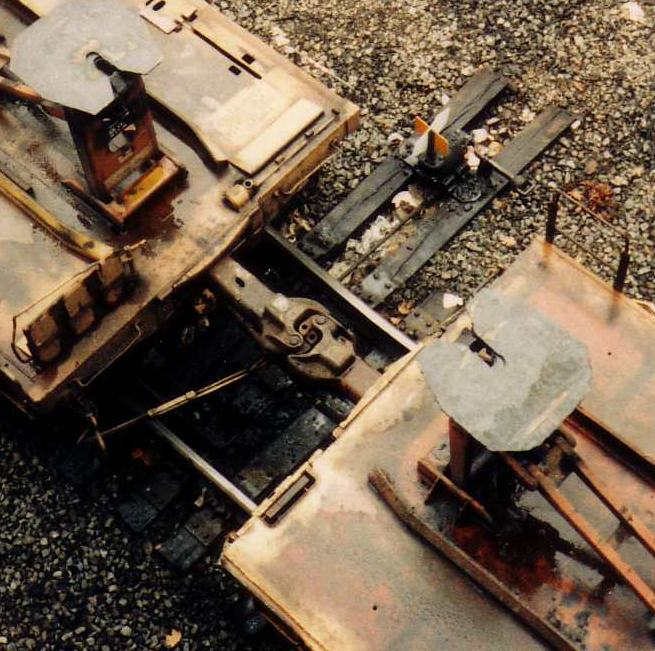
Attelage sans tampons type Janney, aux États-Unis